# Secuieni (Bacău)
Pour les articles homonymes, voir Secuieni.
Secuieni est une commune du județ de Bacău en Roumanie.